# Niederdorfelden
Niederdorfelden ist eine Gemeinde im südhessischen Main-Kinzig-Kreis.

## Geografie
Niederdorfelden liegt auf einer Höhe von 111 m über NN, 4 km nordöstlich der Stadtmitte von Bad Vilbel und 12 km nordöstlich der Stadtmitte von Frankfurt am Main.
Niederdorfelden umfasst nur eine Gemarkung (Gmk.-Nr. 60968) und besteht aus dem einzigen Ortsteil Niederdorfelden.
Niederdorfelden grenzt im Norden an die Stadt Karben (Wetteraukreis), im Osten an die Gemeinde Schöneck, im Süden an die Stadt Maintal, im Südwesten an die kreisfreie Stadt Frankfurt am Main sowie im Westen an die Stadt Bad Vilbel (Wetteraukreis).

## Geschichte

### Urgeschichte
Die Gemarkung von Niederdorfelden war auch in urgeschichtlicher Zeit besiedelt. Diese Wohnplätze lagen ein gutes Stück oberhalb der heutigen Ortschaft in Richtung der Großen und der Kleinen Lohe. Die römische Straße von Friedberg zum Kastell Salisberg bei Hanau-Kesselstadt überquerte bei Niederdorfelden die Nidder.

### Mittelalter

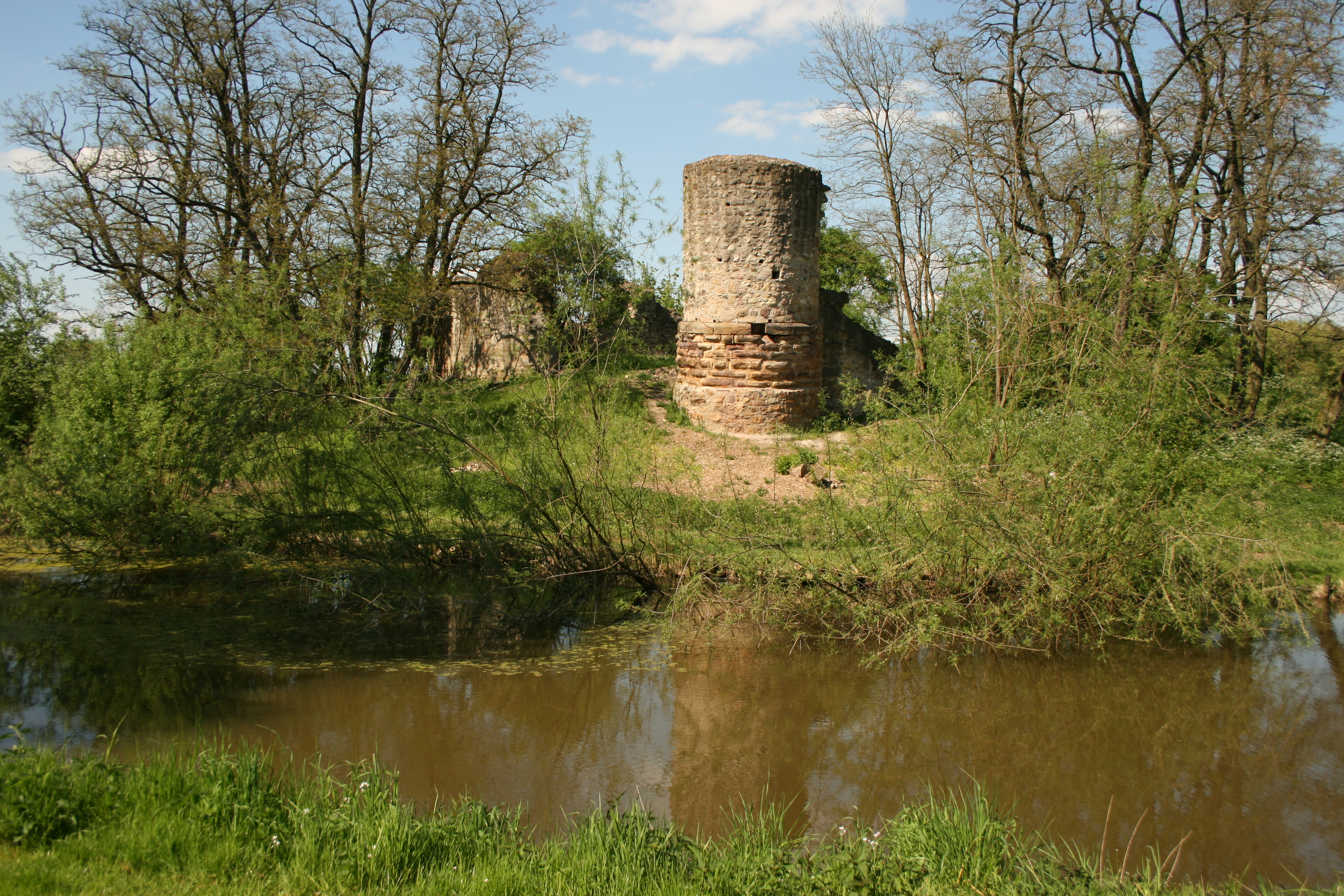
Ruine der mittelalterlichen Burg Dorfelden.

Die älteste erhaltene schriftliche Erwähnung von Niederdorfelden entstammt dem Lorscher Codex, einem Kopiar des Klosters Lorsch, und datiert auf das Jahr 784. Eine weitere Urkunde aus dem Jahr 792 ordnet es dem Niddagau zu.
Ab dem 12. Jahrhundert ist ein Adelsgeschlecht, die Herren von Dorfelden, nachweisbar. Ihnen gehörte die Burg Dorfelden, eine Wasserburg, von der heute nur noch wenige Mauer- und Turmreste zu sehen sind. Sie entstand im 13. Jahrhundert auf der längsgestreckten Insel zwischen Nidder und Mühlgraben in der Aue der Nidder. Der sie vollständig umgebende Wassergraben ist beinahe vollständig erhalten.
Nach dem Aussterben des Nachbargeschlechts der Herren von Buchen erbten die Herren von Dorfelden deren Besitz an der Kinzig in Hanau und verlegten auch das Schwergewicht ihrer Politik dorthin. Im 13. Jahrhundert tauschten sie ihren Familiennamen von Dorfelden gegen den neuen von Hanau.
1234 einigten sich Reinhard I. von Hanau und sein Onkel Heinrich II. von Dorfelden über die Teilung der Erbschaft des Vaters und Bruders. Reinhard I. erhielt die Burg Hanau mit den zu ihr gehörenden Besitzungen, Heinrich II. die Burg Dorfelden mit allem Zubehör. In der Folgezeit wechselte der Besitz an Dorfelden mehrmals. So besaßen die Herren von Hagen-Münzenberg und später die von Falkenstein Anteile an Dorfelden.
1266 wurde erstmals auch die zur Burg gehörende Mühle erwähnt, als der kaiserliche Hofkämmerer Philipp von Falkenstein seine Hälfte der Burg und der Mühle dem Kloster Fulda zu Lehen gab. Dies ist wohl die älteste Nennung einer Mühle im Main-Kinzig-Kreis. Die Wassermühle lag an einem von der Nidder abzweigenden Mühlgraben und wurde erst 1960 als Getreidemühle stillgelegt. Um 1288 konnte Ulrich I. von Hanau die entfremdeten Anteile an Dorfelden zurück erwerben.
Um 1300 erscheint wieder eine Familie Dorfelden, die zu den Dienstmannen der Herren und späteren Grafen von Hanau gehörte, mit ihnen aber nicht verwandt war.
1333 wurde die Burg dem Kurfürsten Rudolf I. von Sachsen-Wittenberg zu Lehen aufgetragen, der sie sofort wieder an Ulrich II. von Hanau als Lehen vergab. Dies diente dazu, dem Kurfürsten einen sicheren „Trittstein“ vor den Toren von Frankfurt am Main zu schaffen, dem Ort der Kaiserwahl.
1368 erhielt Ulrich III. von Hanau von Kaiser Karl IV. eine Stadtrechtsurkunde für Dorfelden, in der er dem Ort die Freiheiten und Rechte von Hanau verlieh. Dies hatte aber auf die tatsächliche Entwicklung des Ortes offensichtlich keinen Einfluss. Im späten Mittelalter gehörte Niederdorfelden zum Amt Windecken der Herrschaft und ab 1429 Grafschaft Hanau, nach der Landesteilung von 1458 zur Grafschaft Hanau-Münzenberg.

### Kirchengeschichte
1374 wird eine Kapelle erwähnt, die dem Patrozinium des Heiligen Georg unterstand. 1266 besaßen die von Falkenstein das halbe Patronatsrecht daran, 1497 die Familie derer von Dorfelden.

### Historische Namensformen

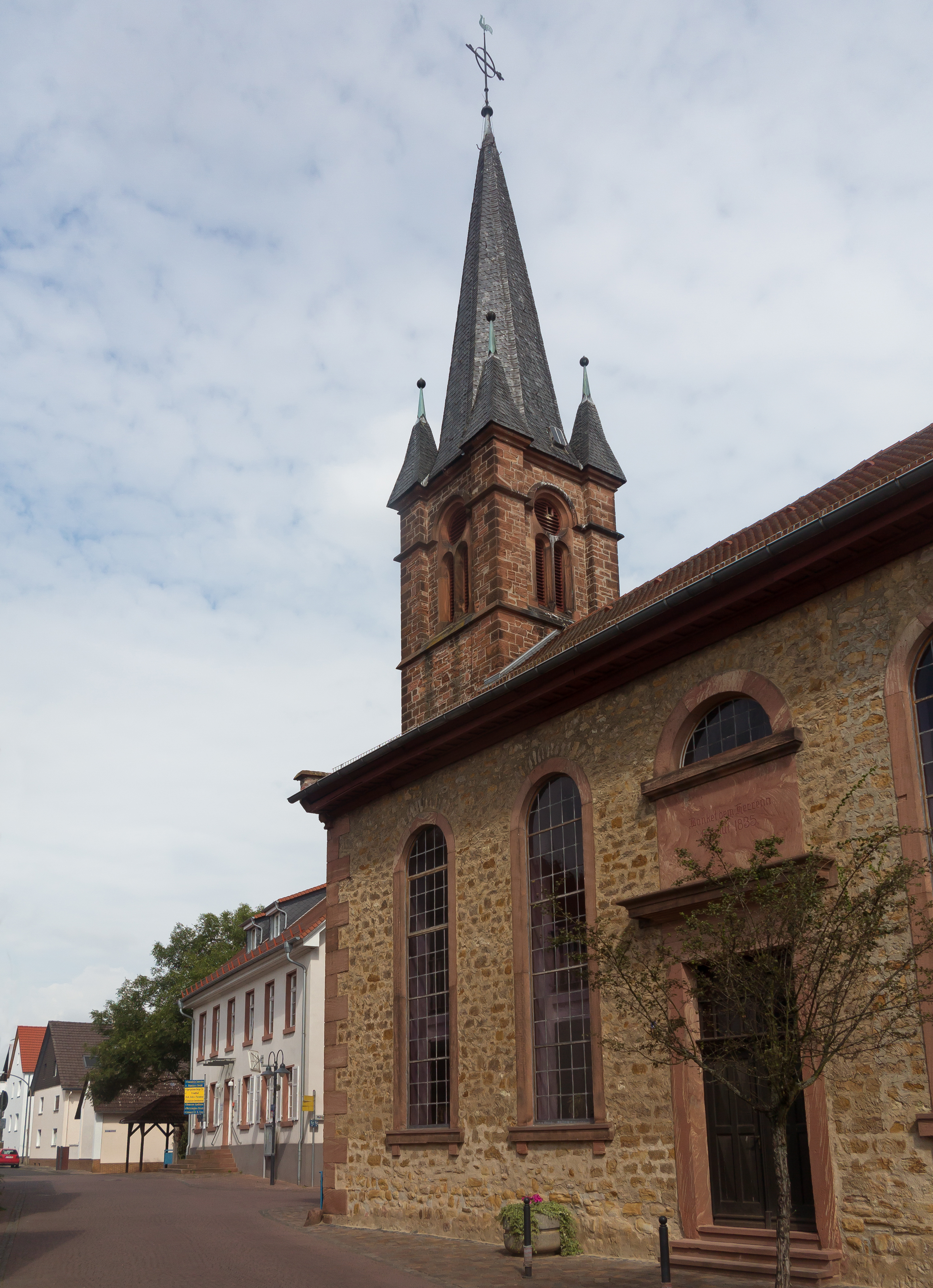
Die evangelische Kirche

In erhaltenen Urkunden wurde Niederdorfelden unter den folgenden Namen erwähnt (in Klammern das Jahr der Erwähnung):
- Dorfelden, in (784–803)
- Torvelden (um 850)
- Dorovelden (um 1130)
- Torvelde, de (1166)
- Dorenfelt (1234)
- Dorfelden (1266)
- Doroveldin inferior (1344)
- Großendorfelden

Durch den Namenszusatz wird der Ort vom benachbarten Oberdorfelden unterschieden.

### Frühe Neuzeit

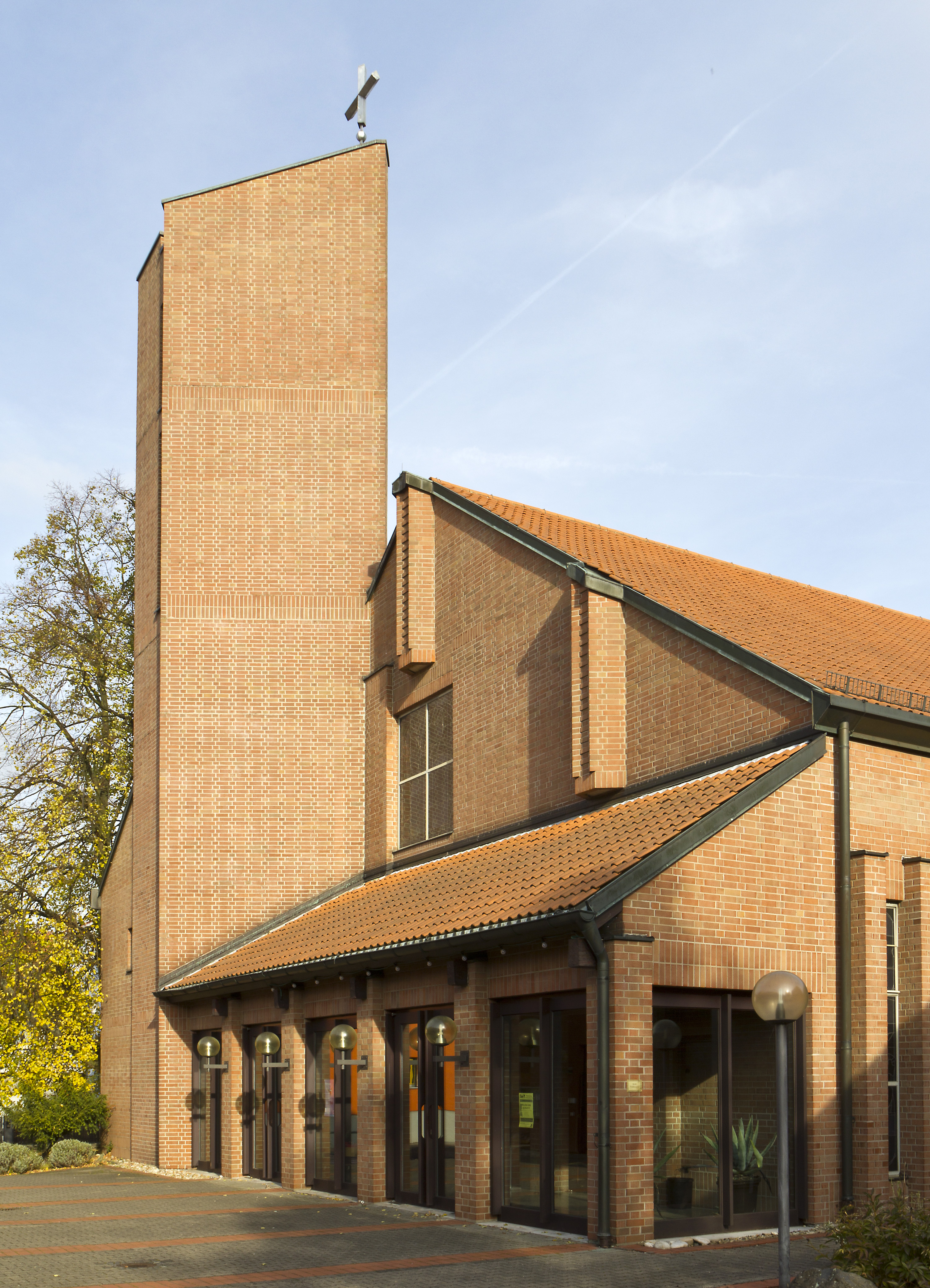
Katholische Kirche St. Maria

In der Grafschaft Hanau-Münzenberg wurde Mitte des 16. Jahrhunderts nach und nach die Reformation eingeführt, zunächst im lutherischen Sinn. In einer „zweiten Reformation“ wurde die Konfession der Grafschaft erneut gewechselt: Graf Philipp Ludwig II. verfolgte ab 1597 eine entschieden reformierte Kirchenpolitik. Er machte vom Jus reformandi, seinem Recht als Landesherr Gebrauch, die Konfession seiner Untertanen zu bestimmen, und setzte dies für die Grafschaft weitgehend als verbindlich durch.
Mit dem Tod des letzten Hanauer Grafen, Johann Reinhard III., 1736, fiel Niederdorfelden – zusammen mit der ganzen Grafschaft Hanau-Münzenberg – an die Landgrafschaft Hessen-Kassel, aus der 1803 das Kurfürstentum Hessen hervorging.

### Neuzeit
Während der napoleonischen Zeit stand Niederdorfelden ab 1806 unter französischer Militärverwaltung, gehörte 1807–1810 zum Fürstentum Hanau und dann von 1810 bis 1813 zum Großherzogtum Frankfurt, Departement Hanau. Anschließend fiel es wieder an das Kurfürstentum Hessen zurück. In der Verwaltungsreform des Kurfürstentums Hessen von 1821, im Rahmen derer Kurhessen in vier Provinzen und 22 Kreise eingeteilt wurde, kam Niederdorfelden zum neu gebildeten Landkreis Hanau. 1866 wurde das Kurfürstentum Hessen – und damit auch Niederdorfelden – nach dem Preußisch-Österreichischen Krieg vom Königreich Preußen annektiert und mit dem ebenfalls annektierten Herzogtum Nassau die Provinz Hessen-Nassau gebildet. Aus dem vormaligen Kurhessen entstand der preußische Regierungsbezirk Kassel. Zum 1. Juli 1944 wurde die preußische Provinz Hessen-Nassau in die neugebildeten Provinzen Kurhessen und Nassau aufgeteilt und dabei wurden die Kreise Gelnhausen, Hanau und Schlüchtern sowie die kreisfreie Stadt Hanau vom Regierungsbezirk Kassel in den Regierungsbezirk Wiesbaden überführt.
In der Nachkriegszeit galt es die Lebensverhältnisse innerhalb der Gemeinde an die stark gestiegene Einwohnerzahl anzupassen. 1957 wurde mit dem Bau der Kanalisation begonnen, die 1959 abgeschlossen wurde. Sämtliche damals bestehenden Straßen mussten ausgebaut oder erneuert werden. Neue Baugebiete wurden erschlossen, zunächst an der Oberdorfelder Straße zwischen Bischofsheimer und Hanauer Straße, dann an der Siedlerstraße, der Brüder-Grimm-Straße, An der Gänsweide, der Feldberg- und Taunusstraße. Damit waren alle freien Flächen bis zur Niddertalbahn bebaut. Ein Gewerbegebiet wurde ausgewiesen und ein neuer Sportplatz angelegt. Zur Vervollständigung der Ortsentwässerung wurde eine Kläranlage errichtet. 2004 wurde mit der Bebauung des Neubaugebietes „Auf dem Hainspiel“ begonnen, das südlich der Niddertalbahn liegt und ca. 14 ha umfasst. Damit wurde Niederdorfelden, das zu dieser Zeit etwa 3.000 Einwohnern hatte, auf ca. 3.600 Einwohner erweitert. Ab 2017 wurde das Neubaugebiet „Im Bachgange“ entwickelt, welches südlich der Niddertalbahn die Lücke zwischen „Auf dem Hainspiel“ und dem Industriegebiet schließt. Es umfasst ca. 11,2 ha und  wird 500–600 Einwohnern Platz bieten.
1964 wurde die zehnklassige Mittelpunktschule fertiggestellt, 1966 das Feuerwehrhaus und die Leichenhalle, 1971 das Bürgerhaus mit Rathaus und 1972 der Kindergarten.

### Einwohnerentwicklung
Quelle: Historisches Ortslexikon
- 1587: 30 Schützen, 18 Spießer
- 1616: 53 Haushaltungen
- 1632: 31 Familien[6]
- 1707: 41 Familien
- 1754: 69 Familien mit 360 Personen
- 1812: 83 Feuerstellen, 588 Seelen

| Niederdorfelden: Einwohnerzahlen von 1754 bis 2015 | Niederdorfelden: Einwohnerzahlen von 1754 bis 2015 | Niederdorfelden: Einwohnerzahlen von 1754 bis 2015 | Niederdorfelden: Einwohnerzahlen von 1754 bis 2015 | Niederdorfelden: Einwohnerzahlen von 1754 bis 2015 |
| --- | -------------------------------------------------- | -------------------------------------------------- | -------------------------------------------------- | -------------------------------------------------- |
| Jahr |                                                    |                                                    |                                                    | Einwohner                                          |
| 1754 | 1754                                               |                                                    | 360                                                | 360                                                |
| 1812 | 1812                                               |                                                    | 588                                                | 588                                                |
| 1834 | 1834                                               |                                                    | 607                                                | 607                                                |
| 1840 | 1840                                               |                                                    | 614                                                | 614                                                |
| 1846 | 1846                                               |                                                    | 640                                                | 640                                                |
| 1852 | 1852                                               |                                                    | 658                                                | 658                                                |
| 1858 | 1858                                               |                                                    | 658                                                | 658                                                |
| 1864 | 1864                                               |                                                    | 678                                                | 678                                                |
| 1871 | 1871                                               |                                                    | 697                                                | 697                                                |
| 1875 | 1875                                               |                                                    | 722                                                | 722                                                |
| 1885 | 1885                                               |                                                    | 735                                                | 735                                                |
| 1895 | 1895                                               |                                                    | 819                                                | 819                                                |
| 1905 | 1905                                               |                                                    | 850                                                | 850                                                |
| 1910 | 1910                                               |                                                    | 897                                                | 897                                                |
| 1925 | 1925                                               |                                                    | 862                                                | 862                                                |
| 1939 | 1939                                               |                                                    | 842                                                | 842                                                |
| 1946 | 1946                                               |                                                    | 1.145                                              | 1.145                                              |
| 1950 | 1950                                               |                                                    | 1.160                                              | 1.160                                              |
| 1956 | 1956                                               |                                                    | 1.252                                              | 1.252                                              |
| 1961 | 1961                                               |                                                    | 1.322                                              | 1.322                                              |
| 1967 | 1967                                               |                                                    | 2.014                                              | 2.014                                              |
| 1970 | 1970                                               |                                                    | 2.455                                              | 2.455                                              |
| 1972 | 1972                                               |                                                    | 2.586                                              | 2.586                                              |
| 1976 | 1976                                               |                                                    | 3.013                                              | 3.013                                              |
| 1984 | 1984                                               |                                                    | 3.055                                              | 3.055                                              |
| 1992 | 1992                                               |                                                    | 2.986                                              | 2.986                                              |
| 2000 | 2000                                               |                                                    | 3.000                                              | 3.000                                              |
| 2010 | 2010                                               |                                                    | 3.652                                              | 3.652                                              |
| 2015 | 2015                                               |                                                    | 3.800                                              | 3.800                                              |
| Datenquelle: Historisches Gemeindeverzeichnis für Hessen: Die Bevölkerung der Gemeinden 1834 bis 1967. Wiesbaden: Hessisches Statistisches Landesamt, 1968. Weitere Quellen: ; 1972:; 1976:; 1984:; 1992:; 2000, 2015:; 2010: |                                                    |                                                    |                                                    |                                                    |

Während des Zweiten Weltkriegs mussten viele Ausgebombte aus der Stadt Hanau und ab 1945 Flüchtlinge und Heimatvertriebene aufgenommen werden. Die Einwohnerzahl stieg dadurch stark an.

### Religionszugehörigkeit
Quelle: Historisches Ortslexikon
- 1885: 0724 evangelische (= 98,50 %), 11 katholische (= 1,50 %) Einwohner
- 1961: 1045 evangelische (= 79,05 %), 247 katholische (= 18,68 %) Einwohner

## Politik

### Gemeindevertretung
Die Kommunalwahl am 14. März 2021 lieferte folgendes Ergebnis, in Vergleich gesetzt zu früheren Kommunalwahlen:

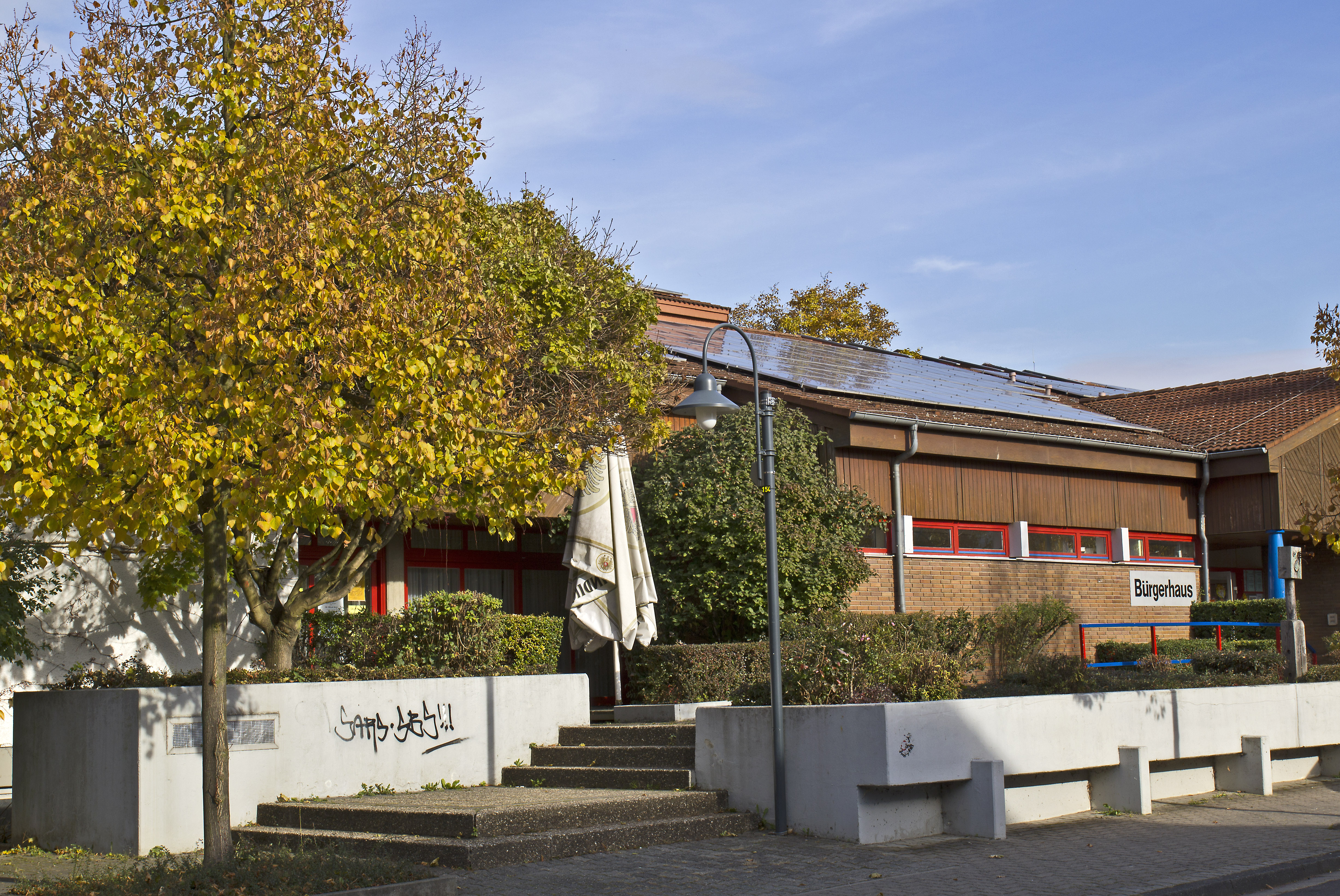
Das Bürgerhaus

| Sitzverteilung in der Gemeindevertretung 2021Insgesamt 15 Sitze - SPD: 8 - Grüne: 2 - DL: 5 | Parteien und Wählergemeinschaften | Parteien und Wählergemeinschaften           | % 2021 | Sitze 2021 | % 2016 | Sitze 2016 | % 2011 | Sitze 2011 | % 2006 | Sitze 2006 | % 2001 | Sitze 2001 |
| Sitzverteilung in der Gemeindevertretung 2021Insgesamt 15 Sitze - SPD: 8 - Grüne: 2 - DL: 5 | SPD                               | Sozialdemokratische Partei Deutschlands     | 52,4   | 8          | 59,3   | 9          | 47,4   | 7          | 47,0   | 7          | 59,1   | 9          |
| Sitzverteilung in der Gemeindevertretung 2021Insgesamt 15 Sitze - SPD: 8 - Grüne: 2 - DL: 5 | CDU                               | Christlich Demokratische Union Deutschlands | –      | –          | 27,4   | 4          | 27,8   | 4          | 30,8   | 5          | 28,7   | 4          |
| Sitzverteilung in der Gemeindevertretung 2021Insgesamt 15 Sitze - SPD: 8 - Grüne: 2 - DL: 5 | GRÜNE                             | Bündnis 90/Die Grünen                       | 14,2   | 2          | 13,3   | 2          | 24,9   | 4          | 22,2   | 3          | 12,2   | 2          |
| Sitzverteilung in der Gemeindevertretung 2021Insgesamt 15 Sitze - SPD: 8 - Grüne: 2 - DL: 5 | DL                                | Dorfelder Liste                             | 33,5   | 5          | –      | –          | –      | –          | –      | –          | –      | –          |
| Sitzverteilung in der Gemeindevertretung 2021Insgesamt 15 Sitze - SPD: 8 - Grüne: 2 - DL: 5 | gesamt                            | gesamt                                      | 100,0  | 15         | 100,0  | 15         | 100,0  | 15         | 100,0  | 15         | 100,0  | 15         |
| Sitzverteilung in der Gemeindevertretung 2021Insgesamt 15 Sitze - SPD: 8 - Grüne: 2 - DL: 5 | Wahlbeteiligung in %              | Wahlbeteiligung in %                        | 55,5   | 55,5       | 57,6   | 57,6       | 55,8   | 55,8       | 66,6   | 66,6       | 61,6   | 61,6       |

### Bürgermeister
Nach der hessischen Kommunalverfassung wird der Bürgermeister für eine sechsjährige Amtszeit gewählt, seit dem Jahr 1993 in einer Direktwahl, und ist Vorsitzender des Gemeindevorstands, dem in der Gemeinde Niederdorfelden neben dem Bürgermeister ehrenamtlich ein Erster Beigeordneter und vier weitere Beigeordnete angehören. Bürgermeister ist seit dem 1. Februar 2012 Klaus Büttner (SPD). Sein Amtsvorgänger Mathias Zach (GRÜNE) wechselte am 1. November 2011 als hauptamtlicher Kreisbeigeordneter zum Main-Kinzig-Kreis. Danach leitete der Erste Beigeordnete Karl Markloff (SPD) die Gemeindeverwaltung kommissarisch und die Wahl eines neuen Bürgermeisters musste vorgezogen werden. Klaus Büttner erhielt am 20. November 2011 im ersten Wahlgang bei 68,7 Prozent Wahlbeteiligung 53,5 Prozent der Stimmen. Es folgten zwei Wiederwahlen, jeweils ohne Gegenkandidaten, zuletzt im Oktober 2023.
Amtszeiten der Bürgermeister
- 2012–2030 Klaus Büttner (SPD)[18]
- 2006–2011 Matthias Zach (GRÜNE)[19]
- 1982–2006 Wilfried Schneider (SPD)[22]

### Partnergemeinde
Seit 1973 besteht mit Saint-Sever im Département Calvados (Region Normandie) eine Partnerschaft.

### Wappen und Flagge
Wappen

Blasonierung: „Blau/Gold geschacht, im Schildhaupt auf Gold das schwarze Gemerke D.“
Das Wappen wurde der Gemeinde Niederdorfelden im damaligen Landkreis Hanau am 31. Juli 1967 durch das Hessische Innenministerium genehmigt. Gestaltet wurde es durch den Bad Nauheimer Heraldiker Heinz Ritt.
Das „D“ ist die alte Ortsmarke von Niederdorfelden (siehe auch: Initialwappen).
Flagge
Die Flagge wurde gemeinsam mit dem Wappen durch das Hessische Innenministerium genehmigt und wird wie folgt beschrieben:
„Auf blau mit goldenen Seitenstreifen das Gemeindewappen.“

## Wirtschaft und Infrastruktur

### Wirtschaft
In Niederdorfelden befindet sich der Sitz von Engelhard Arzneimittel.
Darüber hinaus gibt es in Niederdorfelden zwei Discounter (Norma und Tegut), vier Getränkemärkte und zwei Bankfilialen, genauer von der Sparkasse Hanau und der Frankfurter Volksbank.
Im März 2019 erfolgte der Spatenstich für das Neubaugebiet „Im Bachgange“ mit 120 Bauplätzen auf elf Hektar am Ortseingang an der L3008 und der Bischofsheimer Straße, Baubeginn war 2020.

### Bildung
In Niederdorfelden gibt es eine Grundschule, die Struwwelpeterschule. Weiterführende Schulen sind in Maintal-Bischofsheim, Bad Vilbel, Nidderau und Hanau vorhanden.

### Verkehr
Niederdorfelden liegt an der Bundesstraße 521.
In Niederdorfelden befindet sich ein Bahnhof der Niddertalbahn, der werktäglich bis mittags alle 30 Minuten und am Wochenende etwa stündliche Verbindungen nach Frankfurt Hauptbahnhof bietet. Niederdorfelden ist außerdem Endpunkt der Buslinie MKK-24 vom Bahnhof Maintal West. Außerdem fährt die Linie MKK-32 von Hanau Zentrum nach Büdesheim.
Am Sonntag fahren, neben der Niddertalbahn, nur Anruf-Sammel-Taxis und früh morgens der Nachtbus nach Bad Vilbel:
Seit dem 8. Dezember 2019 ist Niederdorfelden an das Nachtbusnetz Rhein-Main angeschlossen. So existiert am Wochenende durch die Linie n96 zwischen 1 und 4 Uhr nachts eine stündliche Verbindung von Frankfurt Konstablerwache bis Niederdorfelden sowie eine stündliche Verbindung von Niederdorfelden nach Bad Vilbel.

## Persönlichkeiten
- Johann Philipp Breitenstein (* 1753 in Niederdorfelden; † 1825 in Marburg), reformierter Theologe und Prediger
- Augusta Marie Gertrude von Hanau (* 1829 in Niederdorfelden; † 1887 in Halle), Tochter des Kurfürsten Friedrich Wilhelm I. von Hessen-Kassel und Gemahlin des Grafen Ferdinand Maximilian zu Ysenburg-Büdingen